# Петренко Володимир Іванович
Володи́мир Іва́нович Петре́нко — кандидат технічних наук (2000), чл. НП; ВАТ «Київметробуд», голова правління (з 03.1987); президент Укр. держ. корпорації з будівництва метрополітенів і тунелів (Укрметротунельбуд) (з 02.1992); деп. Київ. міськради (з 04.2006), чл. фракції «Народний блок Литвина».

## Життєпис
Народився 1 березня 1944 (с.Кийлів, Бориспільський район, Київська область); укр.; батько Іван Михайлович (1913–1998); мати Поліна Сергіївна (1919–2001); дружина Ганна Іванівна (1947) — пенс.; дочка Ірина (1978) — економіст; дочка Тетяна (1980) — менеджер; дочка Олена (1983).
Освіта: Київ. автомобільно-дорожній інститут, дорожньо-буд. ф-т (1963–1971), інж.-будівельник, «Мости і тунелі»; канд. дис. «Розробка та обґрунтування параметрів нових технологій проходки виробок великого перерізу в складних інженерно-геологічних умовах.» (2000, Нац. гірнича академія України).
03.1998 — канд. в нар. деп. України, виб. окр. № 221, м. Київ. З'яв. 58,1%, за 1,8%, 10 місце з 28 прет. На час виборів: голова правл. ВАТ «Київметробуд», президент Укр. держ. корпорації з будівництва метрополітенів та тунелів.
З 10.1961 — черговий слюсар, Київ. завод «Червоний ґумовик». З 11.1963 — служба в армії. З 09.1966 — студент, Київ. автомобільно-дорожній інститут. З 10.1971 — змінний маркшайдер, з 10.1974 — начальник зміни БМУ-4, з 04.1975 — начальник дільниці БМУ-4, з 10.1979 — начальник дільниці БМУ-6, з 01.1980 — гол. інженер БМУ-6, з 12.1983 — гол. інженер тунел. загону № 14, з 10.1986 — начальник тунел. загону № 4, з 03.1987 — начальник, Упр. будівництва Київ. метрополітену «Київметробуд». З 12.1994 — голова правл., ВАТ «Київметробуд». Деп. Київ. міськради нар. деп. (1987–1994). Академік Академії будівництва України (1996). Був чл. Укр. партії «Єдність».
Автор (співав.) понад 30 наук. праць, зокрема 4 патентів.

## Нагороди
- Звання Герой України з врученням ордена Держави (13 жовтня 2004) — за визначний особистий внесок у розвиток транспортної інфраструктури столиці України — міста Києва, впровадження сучасних технологій метробудування, багаторічну самовіддану працю[1]
- Орден «За заслуги» I ст. (16 квітня 1999) — за значний особистий внесок у будівництво Київського метрополітену, впровадження нових технологічних і конструктивних рішень[2]
- Орден «За заслуги» II ст. (30 грудня 1996) — за вагомий особистий внесок у розвиток метробудування, забезпечення спорудження і введення в дію п'ятої черги Сирецько-Печерської лінії Київського метрополітену[3]
- Почесна відзнака Президента України (29 грудня 1994) — за значний особистий внесок у будівництво та дострокове введення в експлуатацію дільниці Сирецько-Печерської лінії Київського метрополітену від станції «Осокорки» до станції «Харківська»[4]
- Державна премія України в галузі науки і техніки 2012 року — за розробку та впровадження нових ресурсозберігаючих і техногенно безпечних технологій будівництва метрополітенів і тунелів в Україні (у складі колективу)[5]
- Відзнака Президента України — ювілейна медаль «20 років незалежності України» (19 серпня 2011) — за значний особистий внесок у соціально-економічний, науково-технічний та культурно-освітній розвиток Української держави, вагомі трудові здобутки та багаторічну сумлінну працю[6]
- Заслужений будівельник України (1992).
- Орден «Знак Пошани» (1986).
- Медалі «Двадцять років Перемоги у Великій Вітчизняній війні 1941–1945 рр.» (1965), «В пам'ять 1500-річчя Києва» (1982), «Ветеран праці» (1992).
- Відзнака Президента України — ювілейна медаль «25 років незалежності України» (2016).[7]